# William Hayley
William Hayley (9 de noviembre de 1745 - 12 de noviembre de 1820) fue un escritor, poeta, biógrafo y mecenas del arte, de origen inglés. Gozó de gran popularidad durante el período de 1780 a 1800. Entre sus amigos cercanos estaban los escritores William Blake y William Cowper, a quienes también ofreció su patronazgo. 

## Biografía

### Inicios
Hayley, nació en la ciudad de Chichester al sur de Inglaterra, el 29 de octubre de 1745. Su padre era Thomas Hayley, y su madre Mary Yates, hija de un diputado local del parlamento inglés. Cuando William contaba con tres años de edad, su padre falleció. Este evento causó que se aproximara más a su madre, y con el transcurso del tiempo le dedicó numerosas poesías que están incluidas en su libro titulado Memorias de la vida y obra de William Hayley (en inglés Memoirs of the Life and Writings of William Hayley). 
Durante su niñez fue enviado de pupilo a un internado ubicado en la ciudad de Kingston upon Hull, y su madre se mudó a la ciudad de Londres. En este periodo se debilitó y contrajo fiebre, obligándolo a abandonar sus estudios escolares. El decaimiento de su salud le dejó algunas secuelas físicas por el resto de su vida, como la cojera. Durante su recuperación, recibió clases privadas de griego y  latín. En 1753, fue inscrito en el Colegio Eton, y luego ingresó en el instituto Trinity Hall en la Universidad de Cambridge. Nunca obtuvo ninguna licenciatura, y más bien se dedicó al estudio libre de la literatura, abandonando la universidad en 1767.

### Carrera literaria
Su primer poema publicado fue Una oda inglesa (en inglés An English Ode) el cual estaba dedicado al nacimiento del Príncipe de Gales, y fue impreso por primera vez en 1762 en una antología de poemas, y posteriormente en el año 1963 en la revista inglesa Gentleman's Magazine. 
El 23 de octubre de 1769, Hayley contrajo matrimonio con Eliza Ball, la hija de Thomas Ball, deán de Chichester. Unos años más tarde, comenzó a escribir obras de teatro, en especial la tragedia titulada Un padre afligido (en inglés The Afflicted Father, 1771), la cual envió al actor David Garrick quien en un principio mostró su interés, pero luego cambió de opinión debido a que era un trabajo "sensiblemente moralista", por lo que nunca fue publicado. Posteriormente, Hayley escribió otra obra teatral titulada La reina siria (en inglés “The Syrian Queen”), la cual era una adaptación del libro de Pierre Corneilli, Rodugne. Nuevamente, su obra fue rechazada por el dramaturgo George Colman. Debido a su fracaso en la creación de obras dramáticas, se dedicó a la narración épica, e inició su trabajo sobre la Magna Carta. Sin embargo, su proyecto fue interrumpido inesperadamente debido a una infección de ojo, obligándolo a abandonar la escritura por un tiempo, y de lo cual nunca se recuperó completamente. En 1774, Hayley volvió a escribir, pero esta vez se dedicó a la poesía. 
Años después, logró conseguir la fama entre sus contemporáneos con sus trabajos poéticos titulados Ensayos y epístolas (en inglés Essays and Epistles), Epístola poética a un eminente pintor (en inglés Poetical Epistle to an Eminent Painter, 1780), que estaba dedicada a su amigo George Romney. Más tarde publicó Ensayo de historia (en inglés Essay on History, 1780) y dedicó tres epístolas al historiador Edward Gibbon, luego Ensayo de poesía épica (en inglés Essay on Epic Poetry, 1782) dirigido en honor al poeta William Mason, seguidamente escribió Un ensayo filosófico sobre las sirvientas viejas (en inglés A Philosophical Essay on Old Maids, 1785); y finalmente Los triunfos del temperamento (en inglés Triumphs of Temper, 1781). Este último trabajo literario fue tan popular que se realizaron entre doce a catorce ediciones. Triunfos del temperamento, junto a Triunfos de la música (en inglés Triumphs od Music, 1804), fueron arduamente ridiculizados por el poeta del romanticismo Lord Byron, en su libro titulado Bardos ingleses y críticos escoceses (en inglés English Bards and Scotch Reviewers).
Tan grande fue el éxito de Hayley, que el día de la muerte del historiador y crítico Thomas Warton en 1790, se le ofreció el título oficial de poeta laureado, el cual el rechazó. En 1792, mientras redactaba el libro La vida de Milton (en inglés Life of Milton) basado en el poeta John Milton, tuvo la oportunidad de conocer al también poeta William Cowper. Una amistad surgió entre los dos que duró hasta la muerte de Cowper en 1800. Hayley jugó un papel decisivo ayudando a que Cowper obtuviera su pensión. Ese mismo año, Hayley perdió a su único hijo llamado Thomas Alphonso, a quien estaba devotamente unido y que fue fruto de una aventura con su sirvienta. Esta fue la razón por la cual fue abandonado por Eliza en 1780, y quien falleció en 1797. Thomas Alphonso fue alumno del escultor John Flaxman, a quien Hayley dedicó un ensayo titulado Ensayo sobre la escultura (en inglés Essay on Sculpture, 1800). Flaxman fue el encargado en presentar a William Blake a Hayley. Luego de una temporada Hayley se trasladó a vivir en Felpham, Sussex. Blake se mudó cerca de Hayley, y permaneció por tres años realizando los grabados de las ilustraciones del libro Vida de Cowper (en inglés Life of Cowper). Esta obra ha sido considerada por los críticos el mejor trabajo de este autor, y fue publicada durante 1803 a 1804, en cinco volúmenes, en la ciudad de Chichester.

### Últimos años
En 1805, publicó el libro Baladas basadas en anécdotas de animales (en inglés Ballads founded on Anecdotes of Animals) con ilustraciones de Blake, y en 1809 La vida de Romney (en inglés The Life of Romney). Ese mismo año, contrajo matrimonio por segunda vez con Mary Welford, y se separaron después de convivir por tres años. Durante los últimos doce años de su vida, Hayley recibió una pensión por escribir sus Memorias. El 12 de noviembre, de 1820 falleció en Felpham a causa de un problema de vesícula biliar.